# Raglan (Új-Zéland)

## Fekvése
A város a Waikato régiójának Waikato megyéjében, a Tasman-tenger partján a Raglan-öböl déli részén fekszik.

## Története
Raglant 1854-ben alapították még Whāingaroa néven. 1858-ban az angol parancsnok, Lord Raglan után keresztelték át a falut Raglanra.  
A város mezőgazdasági fejlődése az 1800-as évek végén indult el, majd az 1930-as években a dombos környezethez alkalmazkodva a lakosok áttértek a juhtenyésztésre. Mivel a város a tenger mellett fekszik, működik halfeldolgozó üzem is.

## Turizmus

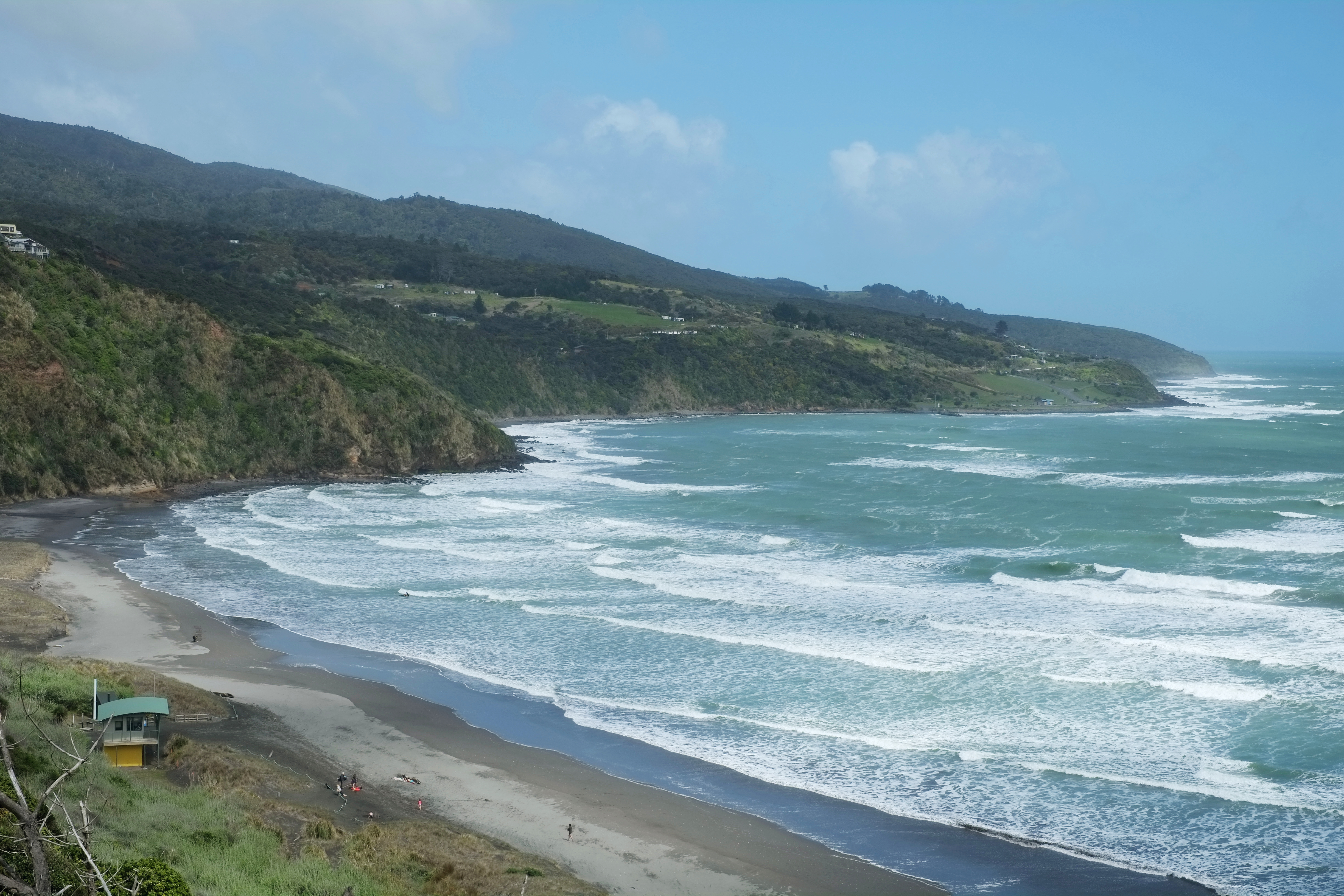
Raglan tengerpartja

Raglan hullámai már az 1960-as évektől kezdve vonzzák a turistákat és a szörfösöket.

## Éghajlat
| Hónap                         | Jan. | Feb. | Már. | Ápr. | Máj. | Jún. | Júl. | Aug. | Szep. | Okt. | Nov. | Dec. | Év   |
| ----------------------------- | ---- | ---- | ---- | ---- | ---- | ---- | ---- | ---- | ----- | ---- | ---- | ---- | ---- |
| Átlagos max. hőmérséklet (°C) | 23,0 | 24,0 | 22,0 | 19,0 | 17,0 | 15,0 | 14,0 | 14,0 | 16,0  | 18,0 | 20,0 | 22,0 | 18,6 |
| Átlagos min. hőmérséklet (°C) | 16,0 | 16,0 | 15,0 | 12,0 | 10,0 | 8,0  | 7,0  | 7,0  | 9,0   | 11,0 | 12,0 | 15,0 | 11,5 |
| Átl. csapadékmennyiség (mm)   | 56   | 81   | 77   | 128  | 96   | 89   | 119  | 92   | 73    | 84   | 63   | 94   | 1053 |
| Forrás:                       |      |      |      |      |      |      |      |      |       |      |      |      |      |

## Népesség
| Év       | 1991    | 1996    | 2001    | 2006    | 2013    |
| -------- | ------- | ------- | ------- | ------- | ------- |
| Népesség | 2316 fő | 2631 fő | 2670 fő | 2637 fő | 2736 fő |